# Nhiệt độ màu

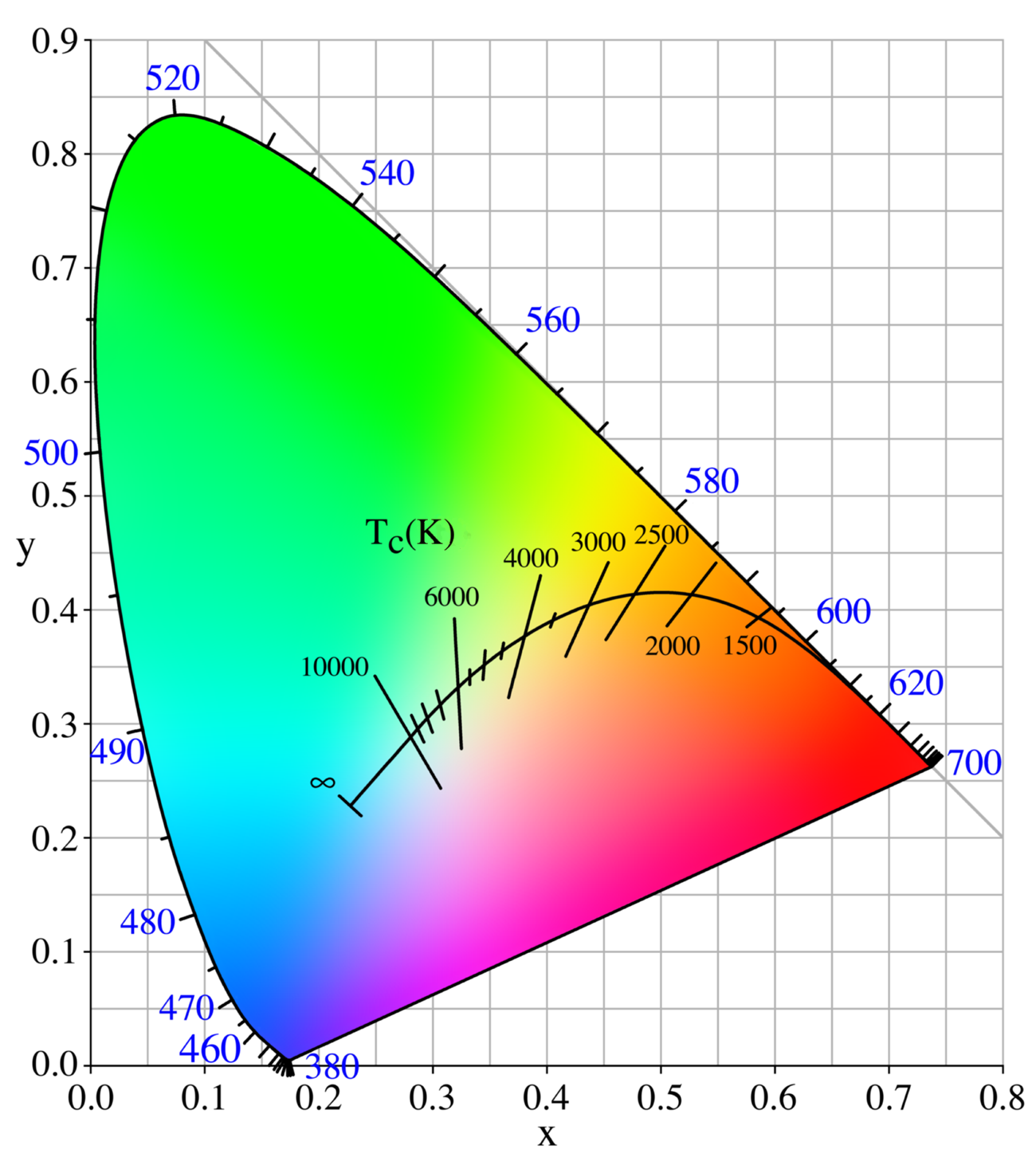
The CIE 1931 x,y chromaticity space, also showing the chromaticities of black-body light sources of various temperatures (Planckian locus), and lines of constant correlated color temperature.

Nhiệt độ màu là một khái niệm được rút ra từ định luật bức xạ của Planck. Một vật khi nóng thì nó sẽ phát sáng, quang phổ liên tục mà nó phát ra phụ thuộc vào nhiệt độ của vật, vì thế khi quan sát quang phổ của một vật nóng, chúng ta có thể ước lượng được nhiệt độ của nó. Khi quan sát bức xạ của một vật đen tuyệt đối, Planck đã phát hiện ra rằng ở một nhiệt độ nhất định thì vật sẽ phát ra một quang phổ liên tục với cường độ sáng thay đổi theo tần số. Tần số ánh sáng được phát xạ mạnh nhất phụ thuộc vào nhiệt độ tuyệt đối của vật. (ví dụ một vật nếu có nhiệt độ là 1500K (khoảng hơn 1200 °C) thì sẽ phát ra ánh sáng có màu cam là mạnh nhất, vật có nhiệt độ là 3000K thì phát ra ánh sáng vàng mạnh nhất)
Thông thường ở nhiệt độ càng cao thì bức xạ mạnh nhất mà vật phát ra có bước sóng càng ngắn (thiên về màu xanh hoặc tím). Trong điều kiện chụp dưới ánh sáng thiên về màu nào thì ảnh thường bị ám màu đó (ví dụ ảnh chụp dưới ánh đèn tròn thì bị ám vàng, vì dây tóc bóng đèn làm bằng tunsten (wolfram) có nhiệt độ khi cháy sáng là 3200K). Vì lý do này, người ta dùng khái niệm nhiệt độ màu để chỉ bức xạ (ánh sáng) mạnh nhất được phát ra trong một điều kiện chiếu sáng nào đó. Lưu ý rằng những vật có nhiệt độ cao thường phát ra bức xạ mạnh nhất ở màu xanh (trong nhiếp ảnh gọi là màu lạnh) ngược lại những vật có nhiệt độ thấp hơn lại phát ra bức xạ thiên về vàng hoặc cam (trong nhiếp ảnh gọi là màu nóng).

### Bảng nhiệt độ màu với một số nguồn sáng khác nhau
- 1000K Ánh nến, đèn dầu.
- 2000K Rạng đông (sớm hơn Bình minh), đèn Wolfram.
- 2500K Bóng đèn sợi đốt.
- 3000K Ánh đèn trong phòng rửa ảnh.
- 4000K Đèn huỳnh quang.
- 5000K Ánh sáng ban ngày, đèn flash điện tử.
- 5500K Trời trong, mặt trời trên đỉnh đầu.
- 6000K Ánh nắng trong điều kiện không mây.
- 7000K Ánh nắng trong tình trạng trời mây.
- 8000K Trời nhiều mây.
- 9000K Bóng mát vào ngày trời trong.
- 10,000K Trời nhiều mây đen, chuyển mưa.
- 11,000K Trời xanh không có mặt trời.
- 20,000K Xế chiều, mặt trời khuất sau núi trong ngày đẹp trời.

Thực ra trong điều kiện chụp ở ngoài trời việc thiết lập cân bằng trắng phụ thuộc nhiều vào vị trí của mặt trời (thời điểm trong ngày) bởi vì trong điều kiện này chủ thể được chiếu sáng bởi ánh sáng tán xạ của mặt trời trong khí quyển (loại tán xạ này gọi là tán xạ Rayleigh). Thông thường khi bầu trời trong thì ánh sáng được tán xạ có màu xanh ứng với nhiệt độ phát xạ của vật đen tuyệt đối là 6000K do vậy nhiệt độ màu lúc này chúng ta đặt là 6000K. Khi trời có nhiều mây thì tán xạ Rayleigh của màu xanh trên nền trời bị giảm bớt, lúc này ánh sáng có bước sóng ngắn (ngắn hơn bước sóng của ánh sáng xanh) sẽ được tán xạ mạnh hơn vì vậy nhiệt độ màu lúc này phải đặt lớn hơn trong trường hợp trời quang mây. Đến đây thì chúng ta có một lý giải khá hợp lý cho việc thiết lập nhiệt độ màu trong các điều kiện khác nhau.